# Can Migrat
Can Migrat és una masia de Gelida (Alt Penedès) protegida com a Bé Cultural d'Interès Local.

## Descripció
Mas agrícola constituït per dos cossos de forma rectangular, de planta, pis i golfes i coberta a dues aigües.
Aquests dos cossos es disposen perpendicularment tancant un espai propi. El conjunt es completa amb un petit volum també rectangular d'orientació nord-sud i situat paral·lelament al volum major que acaba de definir l'espai propi de la masia.
A la façana posterior del cos amb orientació est-oest també es genera un petit espai propi i tancat per a ús privat.